# Alexandreis
Alexandreis, sive Gesta Alexandri Magni (La Alejandreida, o los hechos de Alejandro Magno) es un poema épico latino medieval, obra de Gautier de Châtillon, un escritor y teólogo francés del siglo XII. Es una de las obras más destacadas del llamado Renacimiento del siglo XII.
Consta de 5.464 hexámetros y está dividido en diez libros. Fue escrito entre 1178 y 1182, y dedicado a Guillermo, arzobispo de Reims.
Narra, con abundantes elementos fantásticos, la vida de Alejandro Magno, tomando como base la Historiae Alexandri Magni de Quinto Curcio Rufo.

## Difusión
El poema alcanzó una gran difusión en la época. Es la fuente principal de varias obras posteriores en numerosas lenguas, incluyendo el Libro de Alexandre, una de las obras más importantes del mester de clerecía. En 1287 fue traducida al alemán por Ulrich von Eschenbach.
Tras siglos de olvido, la aparición en 1978 de una edición crítica de Alexandreis a cargo de Marvin Colker supuso la renovación del interés por el poema, que ha sido traducido recientemente al inglés, el alemán y el español (en 1998).
A menudo se cita un verso del poema:
Incidit in Scyllam qui vult vitare Charybdim (Quien quiere evitar a Caribdis, cae en Escila.)

### Traducciones al español
- Châtillon, Gautier de: Alejandreida. Madrid: Akal, 1998. ISBN 978-84-460-0609-1.